# Burey-en-Vaux
Pour les articles homonymes, voir Burey et Burey-la-Côte.
Burey-en-Vaux est une commune française située dans le département de la Meuse, en région Grand Est.

## Géographie

### Communes limitrophes
| Montigny-lès-Vaucouleurs | Neuville-lès-Vaucouleurs | Neuville-lès-Vaucouleurs |
| Maxey-sur-Vaise          | Burey-en-Vaux            | Sepvigny                 |
| Maxey-sur-Vaise          | Sepvigny                 | Sepvigny                 |

### Hydrographie
La commune est dans le bassin versant de la Meuse au sein du bassin Rhin-Meuse. Elle est drainée par la Meuse, le canal de la Haute Meuse, le ruisseau de Montigny, le ruisseau d'Epiez et divers bras de Ste Libaire,.
La Meuse, d'une longueur de 486 km, est un fleuve européen qui prend sa source en France, dans la commune du Châtelet-sur-Meuse, à 409 mètres d'altitude, et se jette dans la mer du Nord après un cours long d'approximativement 950 kilomètres traversant la France, la Belgique et les Pays-Bas. 
Le canal de la Haute Meuse, d'une longueur de 12 km, est un cours d'eau naturel non navigable qui relie la commune de Champougny à  à Vaucouleurs, où il se jette dans la Meuse. 
Le ruisseau de Montigny, d'une longueur de 11 km, prend sa source dans la commune de Badonvilliers-Gérauvilliers et se jette  dans la Meuse à Vaucouleurs, après avoir traversé cinq communes. 

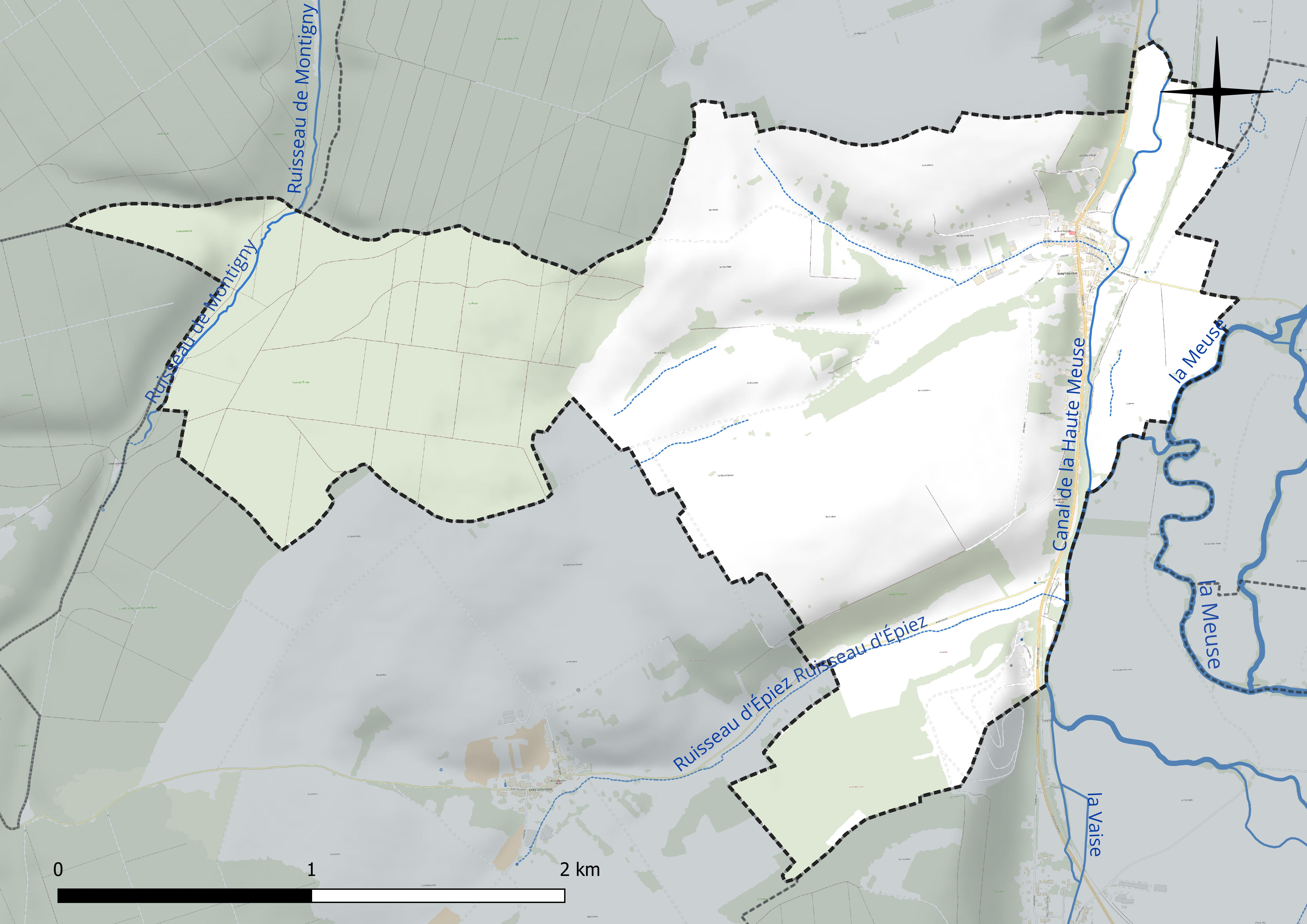
Réseau hydrographique de Burey-en-Vaux.

### Climat
Pour des articles plus généraux, voir Climat du Grand Est et Climat de la Meuse.
En 2010, le climat de la commune est de type climat des marges montargnardes, selon une étude du Centre national de la recherche scientifique s'appuyant sur une série de données couvrant la période 1971-2000. En 2020, Météo-France publie une typologie des climats de la France métropolitaine dans laquelle la commune est exposée à un climat océanique altéré et est dans la région climatique  Lorraine, plateau de Langres, Morvan, caractérisée par un hiver rude (1,5 °C), des vents modérés et des brouillards fréquents en automne et hiver. 
Pour la période 1971-2000, la température annuelle moyenne est de 9,7 °C, avec une amplitude thermique annuelle de 16,7 °C. Le cumul annuel moyen de précipitations est de 930 mm, avec 13,1 jours de précipitations en janvier et 9,3 jours en juillet. Pour la période 1991-2020, la température moyenne annuelle observée sur la station météorologique de Météo-France la plus proche, « Nancy-Ochey », sur la commune d'Ochey à 20 km à vol d'oiseau, est de 10,5 °C et le cumul annuel moyen de précipitations est de 810,4 mm. 
La température maximale relevée sur cette station est de 39,6 °C, atteinte le 25 juillet 2019 ; la température minimale est de −19,1 °C, atteinte le 12 janvier 1987,,. 
Les paramètres climatiques de la commune ont été estimés pour le milieu du siècle (2041-2070) selon différents scénarios d'émission de gaz à effet de serre à partir des nouvelles projections climatiques de référence DRIAS-2020. Ils sont consultables sur un site dédié publié par Météo-France en novembre 2022.

## Urbanisme

### Typologie
Au 1er janvier 2024, Burey-en-Vaux est catégorisée commune rurale à habitat dispersé, selon la nouvelle grille communale de densité à sept niveaux définie par l'Insee en 2022.
Elle est située hors unité urbaine et hors attraction des villes,.

### Occupation des sols
L'occupation des sols de la commune, telle qu'elle ressort de la base de données européenne d’occupation biophysique des sols Corine Land Cover (CLC), est marquée par l'importance des territoires agricoles (57,5 % en 2018), en augmentation par rapport à 1990 (56,3 %). La répartition détaillée en 2018 est la suivante : 
forêts (34,8 %), terres arables (32,9 %), prairies (23 %), zones urbanisées (4,4 %), mines, décharges et chantiers (3,2 %), zones agricoles hétérogènes (1,6 %). L'évolution de l’occupation des sols de la commune et de ses infrastructures peut être observée sur les différentes représentations cartographiques du territoire : la carte de Cassini (XVIIIe siècle), la carte d'état-major (1820-1866) et les cartes ou photos aériennes de l'IGN pour la période actuelle (1950 à aujourd'hui).

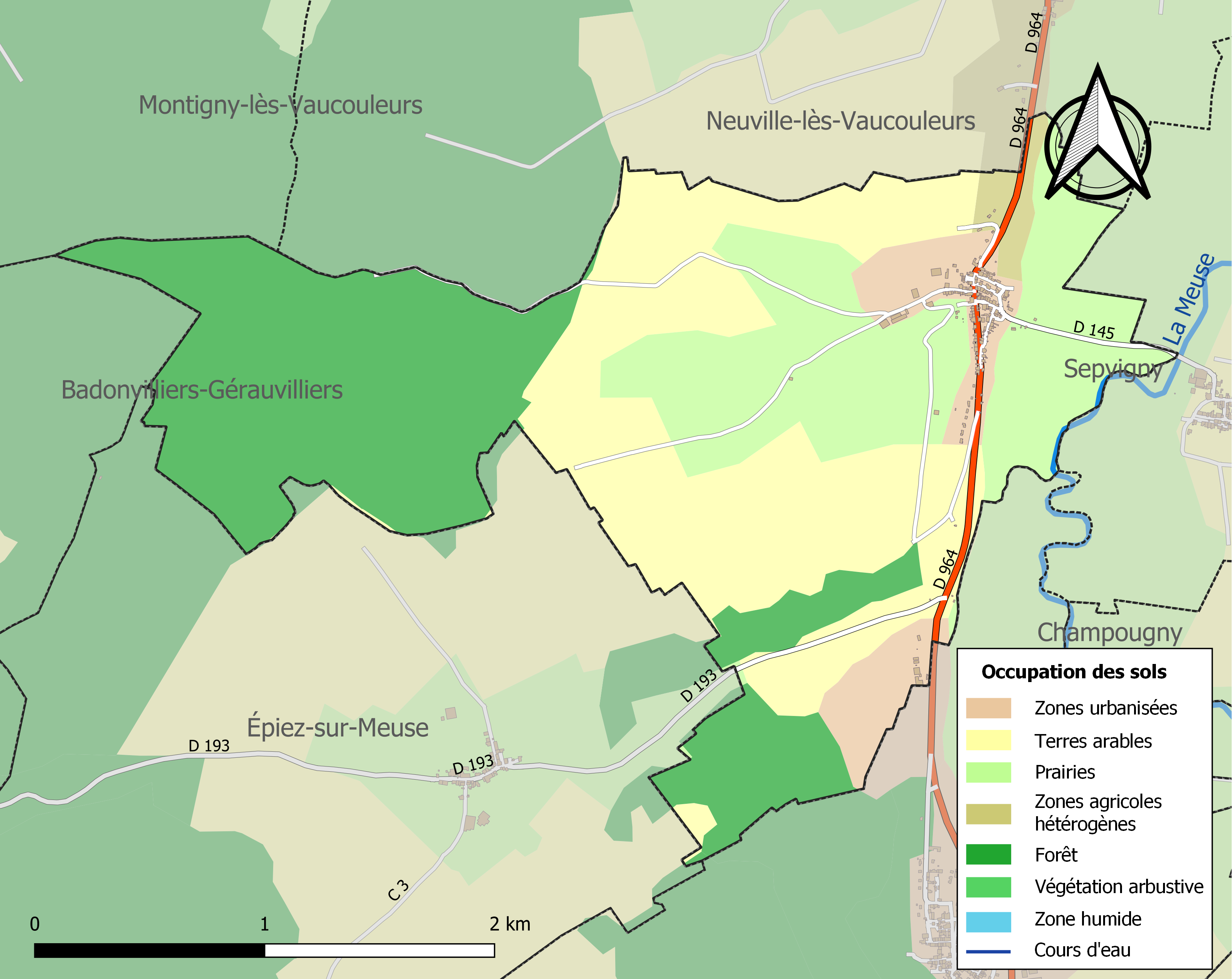
Carte des infrastructures et de l'occupation des sols de la commune en 2018 (CLC).

## Toponymie
Le nom de la localité est attesté sous les formes Bureriacum (870) ; Bureys (1338) ; Burey-en-Val, Burey-en-Vaulx (1580) ; Buré-en-Vaux (1700) ; Burei-en-Vaux (1707) ; Bureium-in-Vallibus (1711).

On peut penser à une formation en -acum, du germanique *bur « cabane ».

## Politique et administration
| Période                                  | Période   | Identité                                          | Étiquette | Qualité        |
| ---------------------------------------- | --------- | ------------------------------------------------- | --------- | -------------- |
| Les données manquantes sont à compléter. |           |                                                   |           |                |
| mars 2001                                | mars 2008 | Christian Lanoix                                  | DVD       |                |
| mars 2008                                | En cours  | Dominique Caumirey Réélu pour le mandat 2020-2026 |           | Ancien ouvrier |

## Population et société

### Démographie

#### Évolution démographique
L'évolution du nombre d'habitants est connue à travers les recensements de la population effectués dans la commune depuis 1793. Pour les communes de moins de 10 000 habitants, une enquête de recensement portant sur toute la population est réalisée tous les cinq ans, les populations de référence des années intermédiaires étant quant à elles estimées par interpolation ou extrapolation. Pour la commune, le premier recensement exhaustif entrant dans le cadre du nouveau dispositif a été réalisé en 2004.

En 2022, la commune comptait 157 habitants, en évolution de +1,29 % par rapport à 2016 (Meuse : −4,4 %, France hors Mayotte : +2,11 %).
| 1793 | 1800 | 1806 | 1821 | 1831 | 1836 | 1841 | 1846 | 1851 |
| ---- | ---- | ---- | ---- | ---- | ---- | ---- | ---- | ---- |
| 520  | 529  | 498  | 500  | 565  | 547  | 499  | 516  | 510  |

| 1856 | 1861 | 1866 | 1872 | 1876 | 1881 | 1886 | 1891 | 1896 |
| ---- | ---- | ---- | ---- | ---- | ---- | ---- | ---- | ---- |
| 464  | 444  | 421  | 407  | 370  | 348  | 348  | 327  | 277  |

| 1901 | 1906 | 1911 | 1921 | 1926 | 1931 | 1936 | 1946 | 1954 |
| ---- | ---- | ---- | ---- | ---- | ---- | ---- | ---- | ---- |
| 287  | 283  | 243  | 202  | 229  | 223  | 220  | 208  | 237  |

| 1962 | 1968 | 1975 | 1982 | 1990 | 1999 | 2004 | 2006 | 2009 |
| ---- | ---- | ---- | ---- | ---- | ---- | ---- | ---- | ---- |
| 175  | 164  | 131  | 135  | 133  | 114  | 123  | 127  | 139  |

| 2014 | 2019 | 2022 | - | - | - | - | - | - |
| ---- | ---- | ---- | - | - | - | - | - | - |
| 149  | 152  | 157  | - | - | - | - | - | - |

## Culture locale et patrimoine

### Lieux et monuments

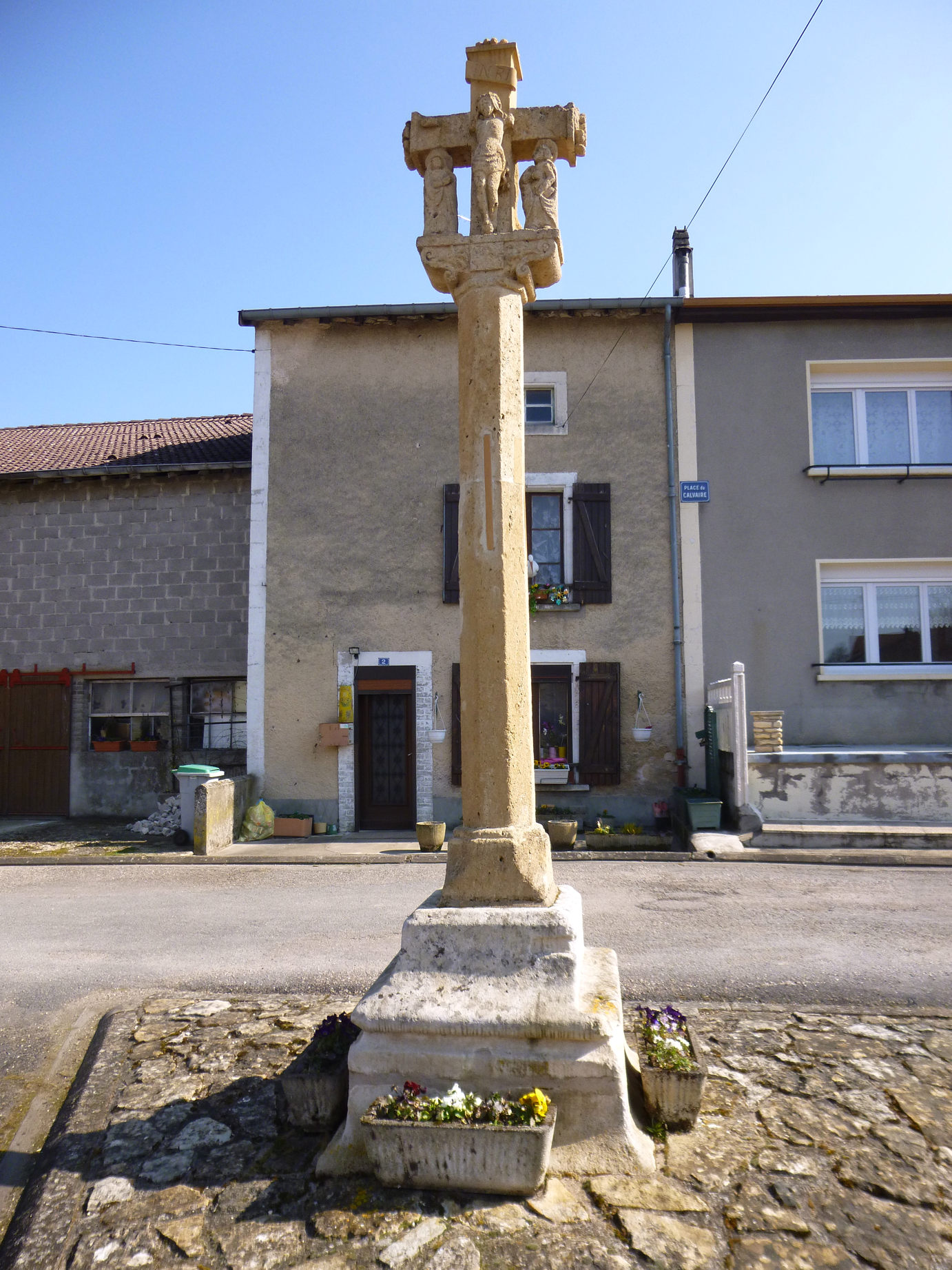
Calvaire de Burey-en-Vaux, sur la place du calvaire, statue de Jésus.

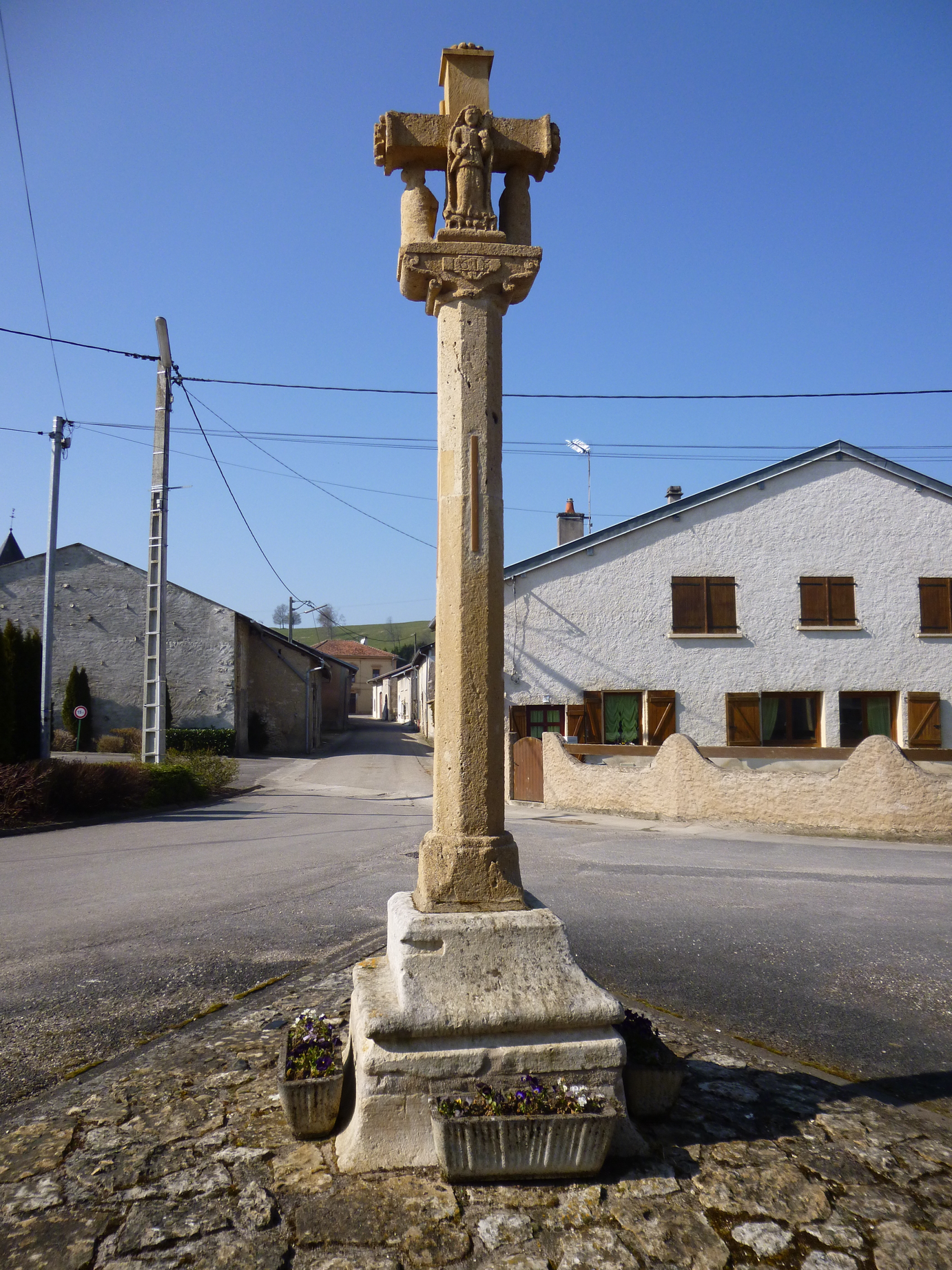
Calvaire de Burey-en-Vaux, sur la place du calvaire, statue de Marie.

- Église paroissiale Sainte-Libaire de Burey en Vaux : elle a été édifiée en 1777 et  agrandie en 1845. Elle possède une relique de sainte Libaire donnée par l’Abbé Ignace de Cholet, vicaire général de Toul et seigneur de Burey, le 12 octobre 1788, perdues puis retrouvées en 1886. Elle est également décorée d'un tableau de 1845 représentant le martyre de sainte Libaire, de verrières du XIXe siècle représentant des scènes de sa vie, l’institution du rosaire et Dominique de Guzman, Catherine de Sienne et Jésus bénissant des enfants. Elle est également dotée d'un autel-tombeau du XVIIIe siècle, d’un tabernacle en marbre du XIXe siècle orné de chapiteaux corinthiens et de fonts baptismaux du XVIIIe siècle[25].
- Chapelle Sainte-Libaire : située au sud et à l’écart du village, elle constitue le cœur de la première église paroissiale. Elle date du XVe siècle. Elle est dotée de verrières du XIXe siècle décrivant la vie de saint Eulophe et saint Euchaire, frères de sainte Libaire[26].
- Château de Burey-en-Vaux : appelé à l'origine « Monteval », il était à la limite du Barrois mouvant, il relevait de la châtellenie de Vaucouleurs et donc du roi de France. La seigneurie avait droit de basse, moyenne et haute justice. Progressivement le domaine s'adjoint la seigneurie lorraine de Burey. En mai 1582 sont données des lettres d'inféodation en faveur de Claude de la Planche, seigneur de Monteval, entérinées le 2 octobre 1582. Le 20 septembre 1611, la seigneurie est vendue aux enchères au bailliage de Chaumont au profit du sieur de Menil de Vaux, seigneur de Bonnet, son parent. La fille du nouveau propriétaire épouse Jean-François des Morel, seigneur de Berthileville, puis Antoine des Armoises. Il passe ensuite à leur descendance, les familles du Boutet de Maranville, de Varange, de Villeterque et de Housse se partagent les seigneuries de Monteval et de Burey. En 1635, au cours de la guerre de Trente Ans, le château est pris d'assaut et occupé par cinq compagnies de chevau-légers lorrains. Il est ruiné. Le 9 décembre 1762, à la mort de Marguerite de Housse, les seigneuries et château de Monteval ou de Burey demeurent inhabités. Progressivement entre 1784 et 1785, l'ensemble est acquis par l'Abbé de Ignace de Cholet vicaire général de Toul aux héritiers de Marguerite de Housse. Les restes de la maison forte sont démolis. Une maison sise plus haut, de l'autre côté de la route menant à Vaucouleurs, acquise le 22 mai 1787 de Claude Durand par Antoine, baron de Cholet, Maréchal de camp, seigneur de Mauvages, devient la maison seigneuriale de Burey. En 1789, les droits seigneuriaux disparaissent et l'abbé laisse ses biens à son neveu le baron de Cholet, député de la Meuse sous la Restauration, résidant au château voisin de Mauvages. Vers 1890, sa fille la marquise de Saluces devenue madame de Vellecourt reconstruit le château sur la maison où s'était installé le dernier seigneur de Burey. En 1900, le château passe au neveu de madame de Vellecourt, le comte de Sade, puis à sa petite-nièce la vicomtesse d'Argent de Deux-Fontaines en 1925.  Finalement il est vendu, en 1950, sans la majeure partie de son domaine, aux œuvres privées de centres de vacances qui y installent une colonie de vacances, la « Grande Jeanne ». En août 2011, il est cédé à des particuliers originaires de la région[27]. Le château est doté d'une statue de Jeanne d'Arc en fonte, œuvre de l'Union artistique de Vaucouleurs[28].
- Le village possède de nombreuses maisons et fermes des XVIIe et XVIIIe siècles, une fontaine, un abreuvoir et un lavoir du XIXe siècle ainsi qu'un calvaire monumental daté de 1618[29].

### Personnalités liées à la commune
- Charles-Adzir Trouillot (Burey-en-Vaux 1859 - Montmorency 1933), sculpteur - faïencier.
- Ernest Toussaint (Burey-en-Vaux 1843 - Vaucouleurs 1904), sculpteur.
- Jeanne d'Arc. Lors de son voyage vers Vaucouleurs, Jeanne d'Arc a séjourné durant trois semaines chez son oncle, Durand Laxart (ou Lassois), habitant la ville de Burey-le-petit. Aujourd’hui, le nom de cette ville a changé, et deux villages revendiquent l’ancienne appellation, et le passage de Jeanne d’Arc : Burey-en-Vaux, et Burey-la-Côte. Aucune trace écrite n’est fiable, du fait de changement de nom et de lieu d’habitation de Durand Laxart au cours de sa vie, et du manque de document attestant des changements de noms des communes. Les archives départementales de Nancy possèdent des documents où Burey-en-vaux est appelé Burey-la-Grande et Burey-en-Vaulx à plusieurs reprises et indifféremment. Mais une enquête organisée le 8 octobre 1555 cumule dix témoignages, affirmant que Durand Laxart a habité à Burey-en-Vaux. L'explication est peut-être que Durant Laxart ait habité à Burey-en-Vaux et à Burey-la-Côte à différentes périodes de sa vie, et que Jeanne d'Arc ait séjourné à Burey-la-Côte, où une longue tradition désigne une maison comme ayant accueillie la pucelle. Ce n'est néanmoins que l'hypothèse la plus partagée, notamment par Philippe-Hector Dunand, et non une certitude.

### Héraldique
| Blason de Burey-en-Vaux | Blason  | Mi-tranché retaillé en chef, au 1 d'or au chevron d'azur, au 2 de gueules chargé à dextre d'un bonnet phrygien d’argent et à senestre d'une tour du même ouverte et ajourée du champ. |
| Blason de Burey-en-Vaux | Détails | Armoiries composées et dessinées par Robert, André LOUIS adoptées par la commune le 08 juillet 2016.                                                                                  |